# Robert Malgras
Pour les articles homonymes, voir Malgras.
Robert Malgras, né le 22 janvier 1948 à Lunéville (Meurthe-et-Moselle), est un ouvrier et homme politique français.

## Biographie

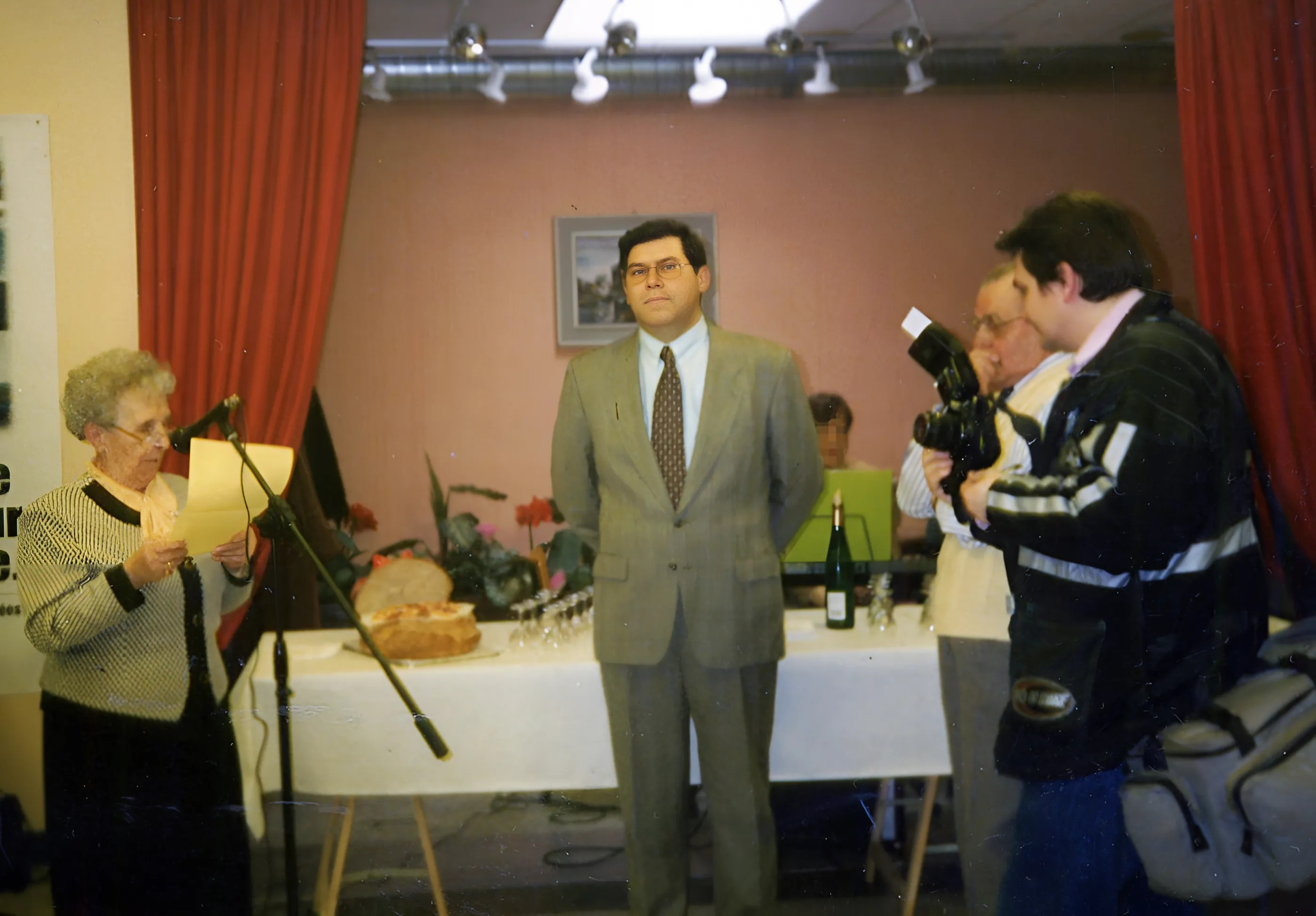
Robert Malgras en 1997 lors du 10e anniversaire de « Turenne Amitié », au foyer Saint-Nicolas à Thionville

Robert Malgras est agent de contrôle en métallurgie au sein du groupe industriel Sollac. Après avoir rejoint le Parti socialiste unifié (PSU), puis le Parti socialiste (PS), il est successivement élu député, conseiller général de Moselle puis conseiller régional de Lorraine.
Lunévillois de naissance mais thionvillois d'adoption, c'est là-bas qu'il honore ses engagements associatifs. En particulier, en 1987, adjoint au maire chargé des Affaires sociales, il est à l'origine de la création de l'association « Turenne Amitié », un club de seniors, se réunissant à l'espace Saint-Nicolas, non loin de la place Turenne,.

## Détail des fonctions et des mandats
- 16 mars 1986 - 15 mars 1998 : conseiller régional de Lorraine[1]
- 2 octobre 1988 - 27 mars 1994 : conseiller général de la Moselle
- 21 juin 1981 - 1er avril 1986 : député de la 4e circonscription de la Moselle[4]